# Afrotyphlops elegans
Afrotyphlops elegans es una especie de serpiente de la familia Typhlopidae.

## Distribución geográfica
Es endémica de la isla de Príncipe.